# Bernhard Zickendraht
Bernhard Zickendraht (* 14. April 1854 in Bad Hersfeld; † 25. April 1937 in Berlin-Charlottenburg) war ein Berliner Porträt- und Genremaler.

## Leben

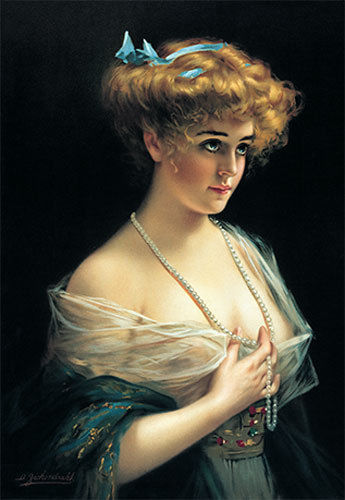
Belle

Zickendraht begann sein Studium an der Kunstakademie in Kassel, wo er die große silberne Medaille erhielt, und setzte es an den Akademien in Berlin und Paris fort. Nach dem Studium ließ er sich in Berlin nieder, wo er bald als Porträt- und Genremaler bekannt wurde. Im Zeitraum von 1883 bis 1910 stellte er seine Werke auf den Ausstellungen der Berliner Akademie aus, wo er zum Professor berufen wurde. Zickendraht porträtierte u. a. den Kronprinzen Wilhelm von Preußen (1932, Cecilienhof) sowie den Freiherrn Karl Ludwig von Biedenweg (1916, Lippisches Landesmuseum). Er porträtierte die Filmschauspielerin Pola Negri im Jahre 1922, noch bevor ihre amerikanische Karriere begann. Seine Porträts reizender junger Damen brachten ihm eine breite Popularität und erschienen im Druck in Form von Postkarten. Viele Werke Zickendrahts kamen in die Kunstsammlungen in den Vereinigten Staaten.
Werke (Auswahl)
- 1886: Portrait der Frau Bené Grönland in Berlin
- 1887: In der Ballpause
- 1890: Ein Versuch
- 1893: Die Dorfkokette, Am Strande und ein Bildnis des Prof. H. de Ahna
- 1895: Ein Traum
- 1896: Quellnymphe